# Алёхин, Валентин Васильевич
Валентин Васильевич Алёхин (род. 1 февраля 1946, Липецк, Воронежская область) — советский футболист, полузащитник. Тренер.

## Биография
Родился 1 февраля 1946 года в городе Липецке Воронежской области, ныне — центр Липецкой области.
Воспитанник липецкого футбола («Динамо», тренер Григорьев). За 8 сезонов (1963—1965, 1967—1969 и 1974—1975) в главной команде Липецкой области «Металлурге» (другие названия «Торпедо» и «Новолипецк») провёл около 100 матчей. В команду пришёл в 16 лет, но за 3 года не провёл ни одного матча, также как и в Кургане.
В 1965 году перешёл в «Спартак» (Казинка, Елецкий район, Липецкая область). В 1967 году вернулся в липецкий клуб. 1 ноября в первом же матче забил первый гол. Ничья 2:2 с ижевским «Зенитом» позволила команде занять первое место.
В 1970 году выступал за владивостокский «Луч» и 13 маяиграл в 1/16 финала Кубка СССР против команды высшей лиги «Зенит» (Ленинград) (1:1).
Далее в карьере были «Крылья Советов» Куйбышев.
В первенстве второй лиги 1973 года стал четвёртым в списке лиги и лучшим в 5 зоне РСФСР.
В 1974 году, выступая за «Металлург», играл в 1/16 финала Кубка СССР против команды высшей лиги «Динамо» (Москва) (0:0 и 0:1), а 1 ноября участвовал в договорном матче между «Строителем» (Ашхабад) и «Металлургом» (Липецк), 9:0 — самое крупное поражение липецкой команды. Валентин Алёхин не попал в «расстрельный список», хотя играл против «Строителя» весь матч. «Металлург» переименовали в «Новолипецк» и перевели во вторую лигу. Карьеру в командах мастеров пришлось завершить.
В 1995—2003 годах тренировал липецкий «Водник».

## Достижения
Игрока
- Чемпионат СССР по футболу 1967:
  - 6 место в классе Б (выход в класс А)
  - 3-е место (2 зона РСФСР)
- Чемпионат СССР по футболу 1973:
  - 3-е место: 1973 (5 зона)
  - лучший бомбардир зоны: 22 мяча (5 зона)
- Кубок Юга РСФСР среди КФК
  - обладатель (2): 1966, 1967
- Чемпионат Липецкой области по футболу
  - бронзовый призёр (3): 1965, 1975, 1976

Тренера
- Чемпионат Липецкой области по футболу
  - чемпион: 1998
  - вице-чемпион: 2003
  - бронзовый призёр: 2001